# Accidents et incidents aériens impliquant un McDonnell Douglas DC-10
Le tableau ci-dessous présente les accidents ou incidents graves dans lesquels fut impliqué le Douglas DC-10. Certains actes de piraterie aérienne ou de terrorisme ayant entraîné des dommages à l'appareil sont également relevés.
Le bilan en vies humaines est indiqué de la façon suivante : nombre total de tués / nombre total d'occupants + tués au sol.
| Date            | Modèle     | Identité | no        | Opérateur                       | Bilan     | Lieu                   | Circonstances |
| --------------- | ---------- | -------- | --------- | ------------------------------- | --------- | ---------------------- | --- |
| 12 juin 1972    | DC-10-10   | N103AA   | 46503/5   | American Airlines               | 0/67      | Windsor                | L'appareil du vol 96 d'American Airlines parvient à revenir au Detroit-Metropolitan Airport et à s'y poser à la suite d'une décompression explosive et de la perte d'une partie des commandes de vol. La perte de la porte de soute en plein vol résulte d'une mauvaise conception du système de fermeture,. |
| 3 nov. 1973     | DC-10-10   | N60NA    | 46700/14  | National Airlines               | 1/128     | Socorro                | Sur le vol National Airlines 27, une pale de compresseur du réacteur 3, situé à droite, perfore un hublot. Un passager est aspiré par l'ouverture à la suite de cette décompression explosive. L'appareil atterrit sans autre incident à l'aéroport d'Albuquerque. |
| 17 déc. 1973    | DC-10-30   | EC-CBN   | 46925/87  | Iberia                          | 0/168     | Boston                 | Le vol Iberia 933 provenant de Madrid-Barajas heurte les balises lumineuses avant le seuil de la piste 33L par mauvais temps pour finir sa course sur le ventre 100 mètres après le seuil. L'appareil a été victime d'un cisaillement vertical de vent en approche finale. |
| 3 mars 1974     | DC-10-10   | TC-JAV   | 46704/29  | Turkish Airlines                | 346/346   | Ermenonville           | 9 minutes après son décollage de Paris-Orly à destination de Londres-Heathrow, le vol Turkish Airlines 981 s'écrase en forêt d'Ermenonville à la suite d'une défectuosité dans le système de verrouillage de la porte ayant entraîné la perte de la porte de soute, une décompression explosive suivie de l'effondrement du plancher et la rupture des conduites des commandes de vol. |
| 12 nov. 1975    | DC-10-30CF | N1032F   | 46826/109 | Overseas National Airways       | 0/139     | New York               | Vol Overseas National Airways 032. Interruption du décollage à une vitesse d'environ 100 nœuds (180 km/h) après l'ingestion de mouettes dans le réacteur 3 entraînant un début d'incendie. Le train est fauché après que l'avion a quitté la piste mais les passagers (tous de la compagnie ONA) et l'équipage évacuent l'appareil qui est détruit. |
| 1er janv. 1976  | DC-10-30   | LN-RKA   | 46868/171 | Scandinavian Airlines System    | 0/13      | Aéroport de Copenhague | À la suite d'une ingestion de mouettes rieuses pesant de 241 à 338 grammes, l'appareil revient se poser sur l'aéroport de Copenhague. |
| 2 janv. 1976    | DC-10-30CF | N1031F   | 46825/81  | Overseas National Airways       | 0/373     | Istanbul               | Opérant pour la Saudi Arabian Airlines afin d'emmener des pèlerins vers Djeddah, l'appareil à destination d'Ankara doit se dérouter vers Istanbul à cause du mauvais temps. Durant l'approche, le pilote annonce un problème moteur et l'appareil effectue un atterrissage dur avant de sortir de la piste. L'avion est hors service. |
| 7 juin 1976     | DC-10-30   | HB-IHH   | 46582/187 | Swissair                        | 0/139     | Kinshasa               | Lors du décollage de l'aéroport de Kinshasa, un pneu du train principal droit éclate, causant une réaction en chaîne avec les autres pneumatiques du train, le contact des jantes sur la piste et l'ingestion des débris par le réacteur 3. Il finit sa course à 1 000 mètres de l'extrémité de la piste. Le moteur est détruit mais l'avion, fortement endommagé, sera par la suite réparé. |
| 1er mars 1978   | DC-10-10   | N68045   | 46904/44  | Continental Airlines            | 4/200     | Los Angeles            | Vol Continental Airlines 603. Défaillance de deux pneumatiques du train principal gauche, suivi d'un troisième, entraînant une annulation du décollage à forte vitesse. Le train d'atterrissage gauche cède après l'extrémité de la piste. L'appareil ne revolera plus. |
| 25 mai 1979     | DC-10-10   | N110AA   | 46510/22  | American Airlines               | 271/271+2 | Chicago                | Vol American Airlines 191. Lors de la rotation de l'appareil en phase de décollage, le moteur 1 et son pylône d'attache se détachent de l'aile. Après avoir atteint une altitude de 100 mètres avec les ailes horizontales, il s'incline fortement sur le côté et plonge vers le sol, tuant tous ses passagers et deux personnes au sol. L'arrachement du moteur a détruit les circuits de commande hydraulique des volets de bord d'attaque, qui se sont rétractés sur l'aile gauche. Le système de contrôle (électrique) de position des volets étant lui aussi hors service, les pilotes n'ont pas été prévenus de la rétraction des volets de l'aile gauche. La forte dissymétrie de portance a conduit à une inclinaison en roulis incontrôlable. Les points d'attache des pylônes de moteur avaient été fragilisés par des opérations de démontage non conformes aux prescriptions du constructeur. |
| 31 oct. 1979    | DC-10-10   | N903WA   | 46929/107 | Western Airlines                | 72/88+1   | Mexico                 | Lors de l'atterrissage du vol 2605 par temps de brouillard à Mexico, l'appareil touche l'herbe avec son train d'atterrissage gauche, tente de remettre les gaz avant de heurter du train droit un camion qui se trouvait sur la piste fermée au trafic aérien. Plan fixe horizontal et gouverne de profondeur endommagés, l'appareil vire à droite, heurte une cabine de pelle mécanique et finit sa course dans un bâtiment avant de prendre feu. |
| 11 nov. 1979    | DC-10-30   | XA-DUH   | 46937     | Aeroméxico                      | 0/257     | Luxembourg             | Le vol Aeromexico 945 reliant Francfort à Miami est victime d'un décrochage au-dessus de Luxembourg en montant vers l'altitude de 30 000 pieds. Une inspection menée après l'atterrissage à Miami révèle que l'extrémité des gouvernes de profondeur a disparu ainsi qu'une trappe de visite de la dérive sous le fuselage. L'incident est attribué à l'inaptitude de l'équipage à suivre les procédures adéquates lors de la montée. |
| 28 nov. 1979    | DC-10-30   | ZK-NZP   | 46910/182 | Air New Zealand                 | 257/257   | Mont Erebus            | Lors d'un vol touristique, le vol 901 s'écrase contre le mont Erebus, en Antarctique, malgré une remise de gaz à la suite d'une alarme GPWS. Une erreur de programmation du vol commise par la compagnie aérienne dans l'ordinateur de bord serait la cause de cet accident. |
| 3 fév. 1981     | DC-10-30   | AP-AXE   | 46935/172 | Pakistan International Airlines | 0         | Karachi                | L'appareil prend feu au parking et est détruit. |
| 23 janv. 1982   | DC-10-30CF | N113WA   | 47821/320 | World Airways                   | 2/212     | Boston                 | Lors de l'atterrissage du vol 30, l'appareil touche à 2800 pieds du seuil, dépasse l'extrémité de la piste et finit sa course dans une zone d'eau peu profonde. Les autorités de l'aéroport sont accusées de ne pas avoir suffisamment bien dégivré la piste et de ne pas avoir suffisamment informé l'équipage. |
| 13 sept. 1982   | DC-10-30CF | EC-DEG   | 46962/238 | Spantax                         | 50/394    | Malaga                 | Le vol Spantax 995, partant de Malaga, s'apprête à décoller lorsque la bande de roulement du pneu droit de la roulette de nez commence à se détacher. Malgré la vitesse VR atteinte, le commandant décide d'annuler le décollage. L'appareil dépasse l'extrémité de piste à une vitesse de 110 nœuds, entre en collision avec un bâtiment de l'ILS, traverse une barrière puis une autoroute et entre en collision avec une construction agricole avant de stopper à 450 mètres de la piste. |
| 3 juin 1983     | DC-10-30   | PH-DTE   | 46554/84  | KLM                             | 0/27      | Panama City            | L'appareil est endommagé à la suite d'une sortie de piste sur du sol meuble et l'effacement du train avant. L'appareil sera cependant réparé. |
| 23 déc. 1983    | DC-10-30   | HL7339   | 46960/237 | Korean Air Lines                | 0/3       | Anchorage              | Par suite d'un fort brouillard, l'équipage du vol Korean Air Lines 084, désorienté, se trompe de piste au décollage et entre en collision frontale avec un Piper PA-31 dont les 9 occupants sont blessés et finit sa course 440 mètres au-delà de l'extrémité de la piste. L'appareil est hors service. |
| 28 fév. 1984    | DC-10-30   | LN-RKB   | 46871/219 | Scandinavian Airlines System    | 0/177     | New York               | Après avoir touché la piste à 1 440 mètres de son seuil, le vol Scandinavian Airlines System 901 achève sa course dans des eaux peu profondes à droite de l'axe en évitant le balisage lumineux. L'appareil a été réparé. |
| 21 sept. 1984   | DC-10-30   | YA-LAS   | 47888/291 | Ariana Afghan Airlines          | 0         | Kaboul                 | L'appareil est atteint par des tirs de balles explosives, causant des dommages aux systèmes hydrauliques 1 et 3. Il revola par la suite. |
| 27 juin 1985    | DC-10-10   | N129AA   | 46996/270 | American Airlines               | 0/270     | San Juan               | Le décollage du vol 633 est interrompu à la suite de vibrations ressenties par l'équipage après la défaillance d'une roue. L'appareil qui achève sa course dans un lagon ne peut mettre en œuvre que 4 des 8 toboggans d'évacuation à cause des arbres, de l'eau, de l'attitude de l'appareil et d'un désarmement accidentel de l'un d'eux. |
| 10 août 1986    | DC-10-40   | N184AT   | 46751/36  | American Trans Air              | 0         | Chicago                | Feu accidentel au sol au cours d'opérations de maintenance. |
| 10 janv. 1987   | DC-10-30   | 5N-ANR   | 46968/243 | Nigeria Airways                 | 0/9       | Ilorin                 | L'appareil a dépassé la piste lors d'une séance de touch-and-go avant de prendre feu. Il est détruit. |
| 17 sept. 1987   | KC-10A     | 82-0190  | 48212/382 | USAF                            | 1/3       | Barksdale AFB          | Au sol, une explosion localisée entre les réservoirs avant et les réservoirs centraux d'ailes consume tout l'avant de l'appareil faisant une victime. |
| 21 mai 1988     | DC-10-30   | N136AA   | 47846/69  | American Airlines               | 0/254     | Dallas                 | Décollage avorté du vol American 70 à la suite d'une fausse alarme sur les becs de bord d'attaque. L'appareil dépasse l'extrémité de la piste et finit sa course sur le nez après la défaillance de 8 des 10 ensembles de freinage. L'enquête montre une usure excessive préalable de ces freins. |
| 19 juill. 1989  | DC-10-10   | N1819U   | 46618/118 | United Airlines                 | 112/296   | Sioux City             | À la suite d'une défaillance du réacteur 2, l'appareil du vol United Airlines 232 est privé de ses commandes hydrauliques. Il reste manœuvrable en tangage et en roulis grâce à l'application dissymétrique de la puissance des réacteurs d'aile. Il se pose en catastrophe sur la plus courte des pistes de l'aéroport de Sioux City, se brise et prend feu. L'enquête montre l'inaptitude des procédures de maintenance à détecter un phénomène de fatigue. |
| 27 juill. 1989  | DC-10-30   | HL7328   | 47887/125 | Korean Air                      | 75/199+4  | Tripoli                | Parti de Séoul, le vol Korean Air 803 s'écrase peu avant la piste en heurtant 4 maisons et quelques voitures. La visibilité était très mauvaise sur Tripoli et l'ILS de la piste 27 ne fonctionnait pas. |
| 19 sept. 1989   | DC-10-30   | N54629   | 46852/125 | UTA                             | 170/170   | Ténéré                 | Explosion en vol du vol UTA 772 46 minutes après son décollage de N'Djamena à destination de Paris-Charles-de-Gaulle alors qu'il croisait à une altitude de 35 000 pieds. L'attentat a fait 170 victimes de 17 nationalités différentes. La charge probablement dissimulée dans une valise embarquée à Brazzaville était placée dans un container en position 13-R de la soute cargo avant. |
| 21 déc. 1992    | DC-10-30CF | PH-MBN   | 46924/218 | Martinair Holland               | 56/340    | Faro                   | Le vol Martinair 495 provenant d'Amsterdam-Schiphol s'écrase à l'atterrissage à la suite d'une prise de contact trop brutale du train d'atterrissage droit à cause d'un vent traversier dépassant les limites de l'appareil et à une réduction de vitesse trop hâtive. Après avoir perdu son aile, l'appareil glisse et prend feu. Les autorités néerlandaises attribuent de leur côté l'accident à un cisaillement vertical de vent (windshear). |
| 14 avr. 1993    | DC-10-30   | N139AA   | 46711/105 | American Airlines               | 0/202     | Dallas                 | Sortie de piste à l'atterrissage par vent traversier du vol 102 d'American Airlines provenant d'Honolulu. Le train avant et le train gauche sont fauchés lorsque l'appareil rencontre un sol meuble. |
| 27 nov. 1993    | DC-10-30   | YV-135C  | 46971/258 | Viasa                           | 0/123     | Buenos Aires           | Le vol Viasa 940 est victime d'un phénomène d'aquaplanage après avoir atterri sur la piste 35 de Buenos Aires par mauvais temps. Il finit sa course sur le nez en endommageant les deux réacteurs après avoir dépassé l'extrémité de la piste de 180 mètres et rencontré un sol meuble. Stocké, l'appareil sera démoli en novembre 1998. |
| 19 oct. 1995    | DC-10-30ER | C-GCPF   | 46543/341 | Canadian Airlines International | 0/257     | Vancouver              | Après avoir entendu une sourde détonation, l'équipage décide d'avorter son décollage deux secondes environ après avoir atteint la vitesse V1. L'appareil finit sa course sur le nez après avoir dépassé l'extrémité de la piste de 400 pieds. L'enquête montre que le moteur 1 a été victime d'un décrochage du compresseur causé par la rupture d'aubes du compresseur haute pression. Le mécanisme à l'origine de la rupture des aubes n'a pu être déterminé, mais les dommages au compresseur ont été causés graduellement. |
| 13 juin 1996    | DC-10-30   | PK-GIE   | 46685/284 | Garuda Indonesia                | 3/275     | Aéroport de Fukuoka    | Le décollage du vol 865 est interrompu à la suite de la défaillance du réacteur 1 au moment de la rotation. Alors qu'il est en l'air, il reprend contact avec la piste avant de dépasser l'extrémité de cette dernière, de passer à travers une barrière et une route et de prendre feu. L'enquête montrera que les aubes de turbines défaillantes avaient dépassé la limite des 6000 cycles. |
| 5 sept. 1996    | DC-10-10CF | N68055   | 47809/191 | Federal Express                 | 0/5       | Newburgh               | Feu d'origine indéterminée dans la soute cargo. L'atterrissage d'urgence du vol 1406 est réalisé à Newburgh 20 minutes après le déclenchement des alarmes. Parqué sur un taxiway, l'équipage dans le cockpit évacue l'appareil en utilisant une corde (l'appareil était toujours pressurisé) tandis que les autres évacuent par une porte latérale. Malgré la présence des pompiers, le feu redouble 40 minutes après l'atterrissage et ne sera éteint qu'après 4 heures de lutte. L'appareil baptisé "Chandra Renee" est hors service. |
| 21 déc. 1999    | DC-10-30   | F-GTDI   | 46890/77  | AOM French Airlines             | 16/314+2  | Guatemala              | Vol Cubana de Aviación 1216. L'appareil loué par Cubana auprès de AOM French Airlines dépasse l'extrémité de la piste 19 humide de Guatemala City à l'atterrissage, dévale une pente et achève sa course mortelle contre 10 maisons. L'accident intervient à l'issue d'une approche visuelle stabilisée avec utilisation du PAPI. |
| 30 avr. 2000    | DC-10-30F  | N800WR   | 46955/228 | DAS Air Cargo (en)              | 0/7       | Entebbe                | Atterrissage trop long et dépassement de piste sur l'aéroport d'Entebbe du vol 405 de Das Air Cargo. Il finit sa course dans le lac Victoria à une centaine de mètres de l'extrémité de piste. Les membres d'équipage sont recueillis par un radeau 10 minutes après l'accident, l'appareil est définitivement hors service. |
| 23 déc. 2000    | DC-10-10   | N132AA   | 47827/294 | American Airlines               | 0/154     | Papeete-Faaa           | Le vol Hawaiian Airlines 481 (loué auprès d'American Airlines) finit sa course d'atterrissage le nez dans un lagon. L'équipage a mal évalué le risque d'une tempête se développant sur la zone, s'est focalisé sur la tenue de sa trajectoire au centre de la piste à cause d'un vent traversier et a déployé trop tardivement les spoilers. |
| 6 mars 2001     | DC-10-10F  | N375FE   | 46613/42  | Federal Express                 | 0/4       | Boston                 | Au départ de l'aéroport Boston-Logan, des étincelles sont observées au niveau du réacteur 2 (réacteur central sous la dérive) sur le vol Federal Express 1610. Le pilote déclare une situation d'urgence et l'appareil revient se poser en piste 4R. Le réacteur explose alors et prend feu avant d'être éteint par les secours. L'enquête démontrera le non-respect des procédures d'inspection de l'entrée d'air et l'absence de dégivrage. Convoyé vers Mobile, l'appareil reprendra du service le 30 juin 2001. |
| 27 avr. 2002    | DC-10-40F  | N141WE   | 46661/224 | Centurion Air Cargo (en)        | 0/5       | San Salvador           | Au moment de la rotation, au décollage de la piste de San Salvador, l'équipage ressent un bruit sourd et se rend compte de la perte des systèmes hydrauliques 1 et 2. Il parvient cependant à atterrir et à stopper. Des dommages ont été occasionnés à l'aile gauche au-dessus du train d'atterrissage gauche par la présence de pièces présentes sur la piste (grille d'inverseur de poussée d'un Boeing 727) qui ont fait éclater un pneumatique, rappelant ainsi les circonstances de l'accident du Concorde le 25 juillet 2000. |
| 6 juill. 2003   | DC-10-30F  | OB-1749  | 46891/127 | Cielos del Peru                 | 0/4       | Curitiba               | L'appareil opérant un vol cargo quitte la piste détrempée à l'atterrissage avant de s'arrêter 300 mètres après son extrémité. Des dommages sont occasionnés au réacteur 1 ainsi qu'au train d'atterrissage principal après la collision avec des antennes ILS. L'appareil sera réparé par la suite. |
| 18 déc. 2003    | MD-10F     | N364FE   | 46600/4   | FedEx                           | 0/7       | Memphis                | Malgré un début d'atterrissage apparemment correct, le vol FedEx 647 dérive vers la droite de l'axe de la piste pour s'arrêter dans l'herbe. Peu après, une explosion retentit sur la droite de l'appareil qui est rapidement évacué par son équipage. L'appareil est hors service. |
| 28 avr. 2004    | DC-10-30F  | N189AX   | 48277/354 | Centurion Air Cargo (en)        | 0/3       | Bogota                 | Opérant au nom de la compagnie Líneas Aéreas Suramericanas, l'appareil est victime d'un nid de poule sur la piste 13L de l'aéroport de Bogotá, dépasse l'extrémité en heurtant un élément du localizer de l'ILS. La partie gauche du stabilisateur horizontal est presque complètement cisaillé, le train d'atterrissage est fauché, entraînant des dommages sous le fuselage, les ailes ainsi qu'aux nacelles moteur. |
| 1er juill. 2005 | DC-10-30ER | S2-ADN   | 46542/295 | Biman Bangladesh Airlines       | 0/216     | Chittagong             | Le vol Biman 048 sort de la piste 23 à l'atterrissage pour finir dans l'herbe. Le train d'atterrissage droite est plié, entraînant des dommages à l'aile droite et la séparation du moteur 3. L'appareil n'a, semble-t-il, pas volé de nouveau depuis. |
| 4 juin 2006     | DC-10-10F  | N68047   | 47801/98  | Arrow Air (en)                  | 0/3       | Managua                | L'appareil cargo dépasse l'extrémité de la piste 09 de 350 mètres environ pour traverser une barrière. Le train avant est plié, causant d'importants dommages au fuselage avant ainsi qu'aux réacteurs d'aile tandis qu'une fuite de carburant est rapidement contenue par les services anti-incendie. |
| 29 juill. 2006  | MD-10-10F  | N391FE   | 46625/169 | FedEx                           | 0/3       | Memphis                | A l'atterrissage sur l'aéroport de Memphis, le vol cargo Federal Express 630 subit une défaillance du train gauche. Le feu qui en résulte cause des dommages au réacteur 1. |
| Total: 45       |            |          |           |                                 | 1 443     |                        | |

Ne figure pas dans ce tableau l'incident opposant deux DC-10 de la compagnie Northwest Airlines à Minneapolis le 31 mars 1985. Ce jour-là, le vol 51, autorisé à décoller pendant que le vol 65 traversait la même piste 29L, dut effectuer sa rotation plus tôt que prévu pour éviter une collision avec 501 personnes à bord des deux appareils. Son commandant de bord estime entre 50 et 75 pieds l'altitude à laquelle il survola son confrère, soit entre 15 et 23 mètres.
L'enquête sur l'accident du Concorde à Gonesse le 25 juillet 2000 a également retenu la présence d'un morceau de DC-10 sur la piste comme l'un des facteurs responsable de l'accident. Il a fait 113 victimes.